# Rosemary Prinz
Rosemary Prinz (New York, 4 gennaio 1931) è un'attrice statunitense, nota per aver interpretato il personaggio di Penny Hughes nella soap opera della CBS Così gira il mondo.

## Biografia e carriera
Nata a Manhattan figlia di Milton Prinz, di professione violinista, mosse i primi passi nella recitazione fin da ragazza.
Nel 1952 debuttò a Broadway come attrice teatrale. Nel 1954 debuttò anche in televisione come interprete nella soap della NBC First Love, che venne però cancellata dai palinsesti sebbene il consenso del pubblico già l'anno seguente.
Il successo lo raggiunse però nel 1956, quando entrò nel cast fisso della soap opera Così gira il mondo, dove interpretò ininterrottamente il ruolo di Penny Hughes per dodici anni. La soap ebbe talmente successo (fu più volte la soap più vista dell'anno negli Stati Uniti) che la sua produzione si protrasse fino al 2010. La Prinz lasciò il suo ruolo nel 1968 per poi ritornarvi eccezionalmente dal 1985 al 1987, nel 1998, e infine dal 2000 al 2001.
Oltre a questo la Prinz fece altre più o meno rilevanti apparizioni nelle soap opere La valle dei pini, I Ryan e nella serie televisiva California.

## Filmografia parziale
- Lights Out – serie TV, episodio 4x15 (1951)
- Così gira il mondo (As the World Turns) – soap opera, 86 puntate (1956-2002)